# Formación el Imperial
La Formación el Imperial es una unidad litoestratigráfica del Paleozoico superior de la cuenca San Rafael, que aflora en el bloque de San Rafael, en el centro y este de la provincia de Mendoza en Argentina.

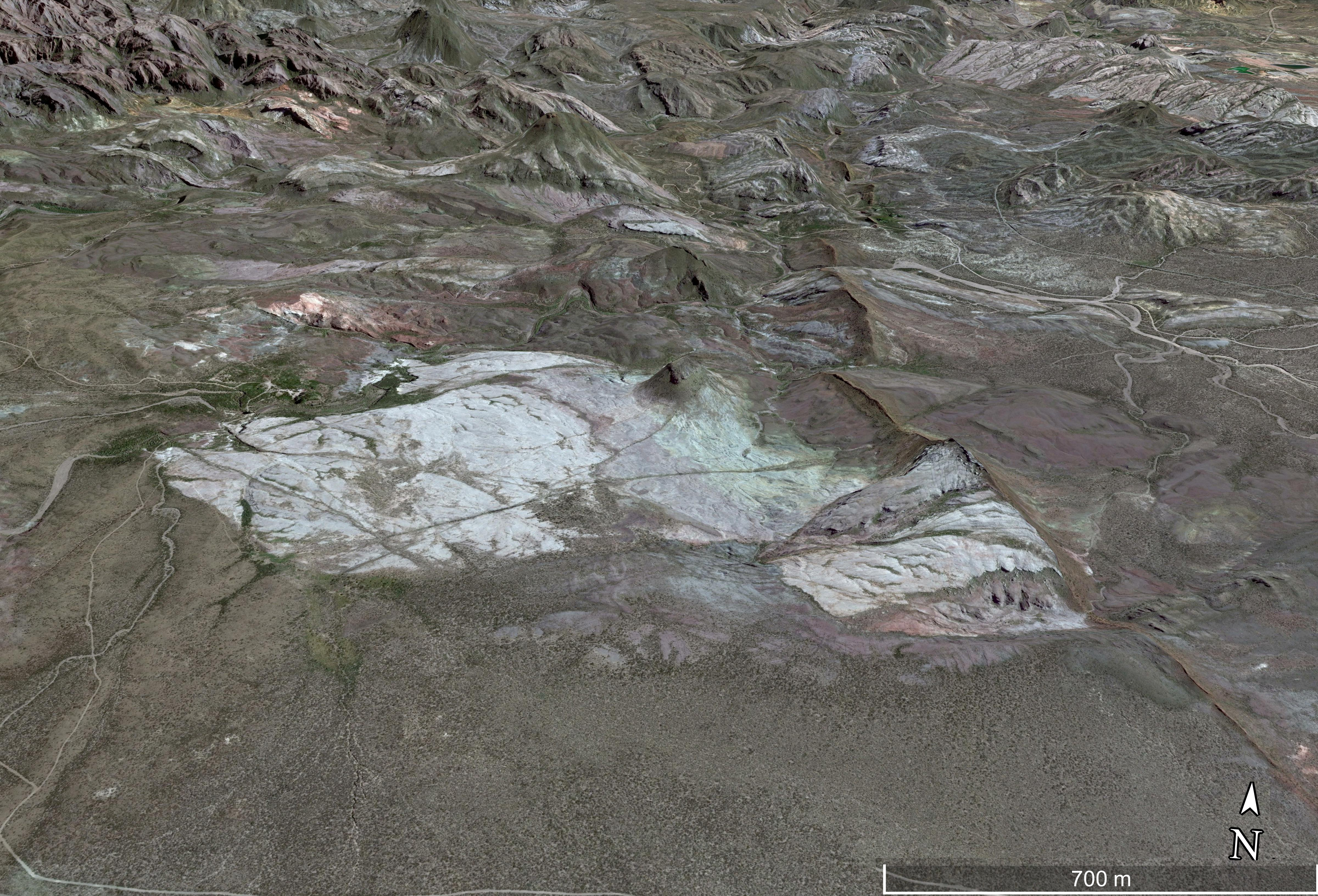
Afloramiento de las areniscas grises de la Formación el Imperial, al norte del río Atuel, en el centro de la provincia de Mendoza.

## Distribución
La unidad aflora en el centro de Mendoza, al norte y sur del río Diamante (por ejemplo Mina Zitro), en las cercanías de los arroyos el Imperial y los Gateados, los puestos Agua de las Yeguas y Pantanito, y los cerros Ponón Trehue y Áspero.

## Correlación
La parte inferior de esta unidad se correlaciona, por su litología, con la Formación Totoral, aflorante en la Cordillera Frontal.

## Litología
Esta unidad se divide en dos grupos litológicos, uno inferior y otro superior, con un contacto transicional.
El Miembro Inferior se encuentra conformado por areniscas cuarzosas estratificadas, areniscas micáceas y arcillosas y esquistos arcillosos micáceos de color gris. El Miembro Superior está constituido por areniscas de color castaño con estratificación entrecruzada, niveles de esquistos arcillosos intercalados y conglomerados lenticulares.

## Paleontología
Esta unidad tiene fósiles de plantas y palinomorfos que permiten datar la unidad.

## Edad
A la Formación El Imperial se le asigna una edad carbonífera tardía – pérmica temprana (Penssilvaniano- Cisuraliano), por su asociación de fósiles.

## Ambiente
La formación se habría depositado en un ambiente glacimarino, marino somero y continental, sobre el suelo irregular de un paleovalle. Los depósitos, serían propios de un cuenca de antepaís, que formaba parte de una serie de cuencas desarrolladas en el margen paleopacífico del Gondwana.